# Ephies laosensis
Ephies laosensis är en skalbaggsart som beskrevs av Maurice Pic 1923. Ephies laosensis ingår i släktet Ephies och familjen långhorningar.
Artens utbredningsområde är Laos. Inga underarter finns listade i Catalogue of Life.